# Sokol Kyjev
Sokol Kyjev (ukrajinsky Сокіл Київ / Sokil Kyjiv) je ukrajinský hokejový klub z hlavního města Kyjeva. Sokol hraje své zápasy v ATEK Sportovní komplex Kyjev a klubové barvy jsou modrá a bílá.

## Historie
Klub byl založený v roce 1963 pod názvem Dynamo Kyjev a v roce 1973 se přejmenoval na Sokol Kyjev. Klub hrál Sovětskou ligu ledního hokeje, Mezinárodní hokejovou ligu, Východoevropskou hokejovou ligu, běloruskou ligu ledního hokeje, a nyní působí v profesionální ukrajinské hokejové lize (Čempionat Ukrajiny z chokeju), a hraje pod názvem HK Sokil Kyiv. Sokol Kyjev je nejúspěšnější ukrajinský klub z doby sovětské éry (bronz 1985), ale i samostatného ukrajinského hokeje (14 titulů).

## Historické názvy
- 1963 - Dynamo Kyjev
- 1973 - Sokol Kyjev

## Historické úspěchy
Ukrajinská hokejová liga
- 1,místo 14x - (1993, 1995, 1997, 1998, 1999, 2003, 2004, 2005, 2006, 2008, 2009, 2010, 2022, 2023 )

Ukrajinský pohár v ledním hokeji
- vítěz 2x - (2007, 2022)
- finalista 1x - (2023)

Pohár federace
- vítěz 2008

Spenglerúv pohár
- finalista - 1986

Sovětská liga ledního hokeje
- 3.místo - 1985